# Гереро
Гереро (шп. Estado de Guerrero), мексичка је држава, јужно од главног града Мексика, на обали Тихог океана. На западу се граничи са државом Мичоакан, на северу са државама Морелос, Пуебла и Мексико. На западу се граничи са Оаксаком. Гереро има површину од 64.281 km², а у њему живи око 3,167 милиона становника.
Држава је добила име по Винентеу Гереру, хероју из Мексичког рата за независност. Настала је 1849, од обалских области држава Мексико и Пуебла. 
Главни град је Чилпансинго. Међутим, у свету су много познатији туристички градови на обали Пацифика: Акапулко и Икстапа. Град Такско је мексички центар експлоатације сребра, познат и по историјској колонијалној архитектури. Туризам је најзначајнија привредна грана државе. 

## Становништво
| 1990.     | 1995.     | 2000.     | 2005.     | 2010.     |
| --------- | --------- | --------- | --------- | --------- |
| 2.620.637 | 2.916.567 | 3.079.649 | 3.115.202 | 3 388 768 |